# Pooq

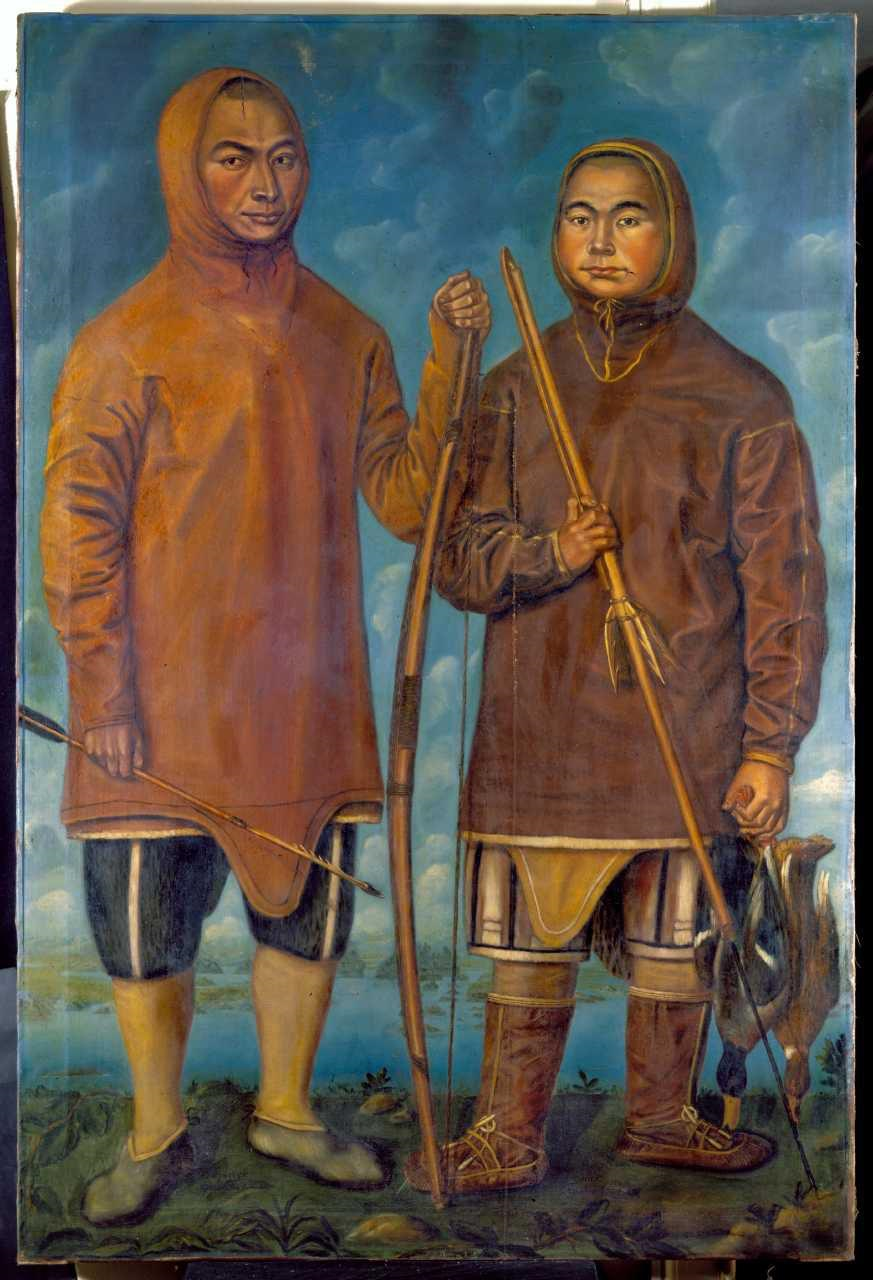
Pooq (rechts mit Vogelpfeil) und Qiperoq, Gemälde von Bernhard Grodtschilling, 1724

Pooq (nach alter Rechtschreibung Pôĸ, auch Pok, 1728 auf den Namen Christian getauft; * um 1700 in Grönland; † 1. Mai 1729 in Kopenhagen) war der erste Grönländer, der freiwillig nach Europa reiste und wieder nach Grönland zurückkehrte. Von seinen Erlebnissen und Eindrücken berichtete er seinen Landsleuten in Liedern. Das erste in Grönland gedruckte Buch – es erschien 1857 in grönländischer und dänischer Sprache – gibt einen in Dialogform verfassten Gesang Pooqs wieder.

## Leben
Pooq war ein Westgrönländer, der im Winter 1722/23 als Teil einer sechsköpfigen Gruppe in Hans Egedes Kolonie und Missionsstation Håbets Ø eintraf. Egede hatte die Gruppe im Dachgeschoss des Missionshauses untergebracht, wo bereits zwei andere Inuit wohnten. Im Anschluss an das Weihnachtsfest bat Pooq 1723, Dänemark/Norwegen mit einem der dänischen Segelschiffe besuchen zu dürfen. Egede kam der Wunsch des jungen Inuk gelegen. Er erhoffte sich von dem Aufsehen, das dieser in Kopenhagen erregen würde, eine stärkere Unterstützung seiner Missions- und Handelstätigkeit in Grönland. Es gelang Egede, einen zweiten Inuk, Qiperoq, zu überreden, Pooq zu begleiten.
Am 3. August 1724 verließen die beiden Inuit Grönland an Bord der Pinke Cronprintz Christian. Einen Monat später trafen sie in Bergen ein. Pooq und Qiperoq waren nicht die ersten Inuit, die nach Europa gebracht wurden, sie waren aber die ersten, die die Reise freiwillig antraten. Es war auch noch niemals ein geraubter Grönländer in seine Heimat zurückgekehrt. Die Grönländische Compagnie in Bergen beschloss, Pooq und Qiperoq zum König nach Kopenhagen zu bringen und bei dieser Gelegenheit auf die finanzielle Notlage der Gesellschaft hinzuweisen. Das Schiff erreichte Helsingør rechtzeitig zum Geburtstag König Friedrichs IV. Der Auftritt der Grönländer am 11. Oktober in Schloss Fredensborg wurde zu einem der Höhepunkte des Festprogramms. Als der König zum Geburtstag seines Bruders, Prinz Carl, am 26. Oktober ein weiteres Fest ausrichtete, bestritten Pooq und Qiperoq erneut einen Teil des Programms: Sie paddelten mit ihren Kajaks auf dem Esromsee, führten die Eskimorolle vor und zeigten ihre Kunst mit dem Bogen sowie bei der Entenjagd mit dem Vogelpfeil (Nuffit). Am 9. November veranstaltete die Compagnie eine „Grönländische Prozession“ – einen Bootskorso durch Kopenhagen mit Pooq und Qiperoq in ihren Kajaks, mit Musikanten, Sängern und einem Salut schießenden Kanonenboot. Sechs Boote präsentierten die „Produkte Grönlands“ – die Felle verschiedener arktischer Tiere, Walbarten oder Stoßzähne des Narwals. Die beiden Inuit waren in Kopenhagen nun so populär, dass sie von wohlhabenden Männern eingeladen wurden. Der einflussreiche Dichter Ludvig Holberg, der sie ebenfalls empfing, äußerte sich anerkennend über Pooqs Intelligenz. Als Pooq und Qiperoq genötigt wurden, im Theater den Hanswurst zu spielen, holte die Compagnie sie Ende November wieder nach Bergen, wo sie auf ihre Rückfahrt nach Grönland warteten. Hier starb Qiperoq am 11. Februar 1725. Pooq stach am 20. April an Bord der Cronprintz Christian in See und war am 25. Mai wieder in der Missionsstation.
Die in Dänemark erhaltenen Geschenke machten Pooq unter den Inuit zu einem wohlhabenden, seine Erzählungen zu einem angesehenen Mann. Seine Reiseerlebnisse verarbeitete er in Liedern, die traditionell mit der Trommel begleitet werden. Pooqs Berichte trugen wesentlich dazu bei, Hans Egedes Stellung unter den Grönländern zu festigen. Bald konnte dieser die ersten Inuit taufen, darunter am 18. Januar 1728 Pooq, der den Namen Christian erhielt.
Bald nach seiner Rückkehr heiratete Pooq Nerivoq, eine junge Frau von der Insel Illutalissuaq, die nach ihrer Taufe den Namen Christina trug. Dem Paar wurden 1727 der Sohn Christian und 1728 die Tochter Anna Sophia geboren.
Auf Wunsch Friedrichs IV. schickte Egede Pooqs Familie und die ebenfalls getauften jungen Inuit Carl, Daniel und Sophia nach Dänemark. In Begleitung von Egedes Sohn Poul, der ein Theologiestudium aufnehmen wollte, reisten sie an Bord der Morianen über Bergen in die dänische Hauptstadt. Wie vier Jahre zuvor wurden sie vom dänischen König empfangen. Die Bürger der Stadt konnten die „Wilden“ gegen eine Gebühr in Augenschein nehmen. Bis zum Stadtbrand von Kopenhagen am 27. Oktober 1728 wohnten die Grönländer im städtischen Waisenhaus. Danach wurden sie auf Schloss Frederiksberg untergebracht. Pooq ging in die Lehre und lernte, Knöpfe aus Rentiergeweih zu fertigen. Im Frühjahr erkrankten alle sieben Grönländer an den Pocken und starben nacheinander im April und Mai.

## Pooqs Lieder
Pooq berichtete seinen Landsleuten ausführlich von seinen Erlebnissen. Das geschah unter anderem in Form von Trommelliedern (Inngerutit). Durch Poul Egedes Grammatica Groenlandica Danico-Latina ist auch ein Gesang in Dialogform überliefert. Dabei stellen einige Freunde Fragen zu Pooqs Reise, die dieser daraufhin beantwortet. Er beschreibt seinen Besuch im königlichen Schloss („groß wie ein Eisberg“) und seine Begegnung mit bewaffneten Soldaten, geht aber auch auf die sozialen Verhältnisse in Kopenhagen ein. Obwohl der Bericht von Poul Egede editiert wurde und nicht mehr identisch mit Pooqs ursprünglichem Lied ist, ist es eine der seltenen erhaltenen Reflexionen von Inuit über Europa. Er zeigt das Erstaunen über die materielle Kultur der Europäer, insbesondere über ihr technisches Niveau, die vielen Menschen, den Lärm in den Städten, das heiße Klima und das ungewohnte Essen. Pooqs Dialog nimmt etwa die Hälfte des ersten in Godthåb gedruckten Buchs aus dem Jahr 1857 ein. Das mit farbigen Holzschnitten von Rasmus Bertelsen illustrierte Werk wurde von Lars Møller sowohl in grönländischer als auch in dänischer Sprache gedruckt.
Die Dänische Königliche Bibliothek bewahrt ein wahrscheinlich auf Hans Egede zurückgehendes Manuskript mit dem Titel Relation om Grønland auf, das den Text eines weiteren auf Pooq zurückgehenden Liedes enthält. Obwohl Innerutit in der grönländischen Gesellschaft von Generation zu Generation weitergegeben werden, ist dieses Lied in Westgrönland verlorengegangen. In Ostgrönland hat sich aber eine Variante erhalten, die 1961 von Jens Rosing aufgeschrieben wurde. Das Lied beschreibt die Überfahrt nach Grönland und den Besuch des Rundetårns in Kopenhagen.

## Pooq in der Kunst
Von Pooq gibt es mehrere Ölgemälde, die während oder nach seinem ersten Aufenthalt in Dänemark gemalt wurden. Das bekannteste ist ein Doppelporträt mit Qiperoq von Bernhard Grodtschilling (1697–1776), das heute im Besitz des Dänischen Nationalmuseums ist, ursprünglich aber zur privaten Sammlung des Königs gehörte. Eine als Miniatur ausgeführte Kopie befindet sich im Historischen Museum von Frankfurt am Main. Das Arktisk Institut in Kopenhagen besitzt ein Porträt Pooqs, dessen Maler unbekannt ist.
Zwei Holzschnitte aus dem Jahr 1724 befinden sich in der Königlichen Bibliothek. Sie zeigen die „Grönländische Prozession“ mit Pooq und Qiperoq in ihren Kajaks. Die Schnitte wurden wahrscheinlich zu Werbezwecken hergestellt und schmückten Programmhefte für geladene Gäste und Handzettel für die Schaulustigen. Sechs 1857 von Rasmus Berthelsen angefertigte Holzschnitte stellen Pooq und Qiperoq in einem Dänemark des 19. Jahrhunderts dar, gekleidet nach dem Geschmack des Biedermeiers.
Eine farbige Zeichnung des grönländischen Künstlers Aron von Kangeq zeigt Pooq/Christian und seine Frau Christina 1728 beim Besuch von kirchlichen Würdenträgern in Kopenhagen.
Seit 1967 steht Pooqs Name für eine soziale Einrichtung in Kopenhagen, Pok, das Grönländische Beratungsbüro (dänisch: Pok, Det Grønlandske Rådgivningskontor), in dem Grönländer während ihres Aufenthalts in Dänemark Hilfe bei ihren Problemen erhalten können. Auf dem Vereinslogo ist wegen einer Verwechslung allerdings Qiperoq abgebildet.
1968 gab die dänische Post eine von Jens Rosing gestaltete Briefmarke heraus, die Pooq und Qiperoq im Runden Turm von Kopenhagen zeigt.
Pooq ist auch der Titelheld von Alfred Otto Schwedes historischer Erzählung Pooq Grönländer.